# Sielekcyonnyj (obwód kurski)
Sielekcyonnyj (ros. Селекционный) – osiedle typu wiejskiego w zachodniej Rosji, centrum administracyjne sielsowietu sielekcyonnego w rejonie lgowskim (obwód kurski).

## Geografia
Miejscowość położona jest 6,5 km na południowy zachód od centrum administracyjnego rejonu (Lgow), 72 km na południowy zachód od Kurska, przy drodze regionalnego znaczenia 38K-017 (Kursk – Lgow – Rylsk – granica z Ukrainą).
W osiedlu znajdują się ulice: Centralnaja, Gagarina, Miechanizatorow, Mołodiożnaja, Orłowa, Polewaja, Sadowaja, Sołowjinaja, Sowietskaja i Szkolnaja (138 posesji).
Klimat
Miejscowość, jak i cały rejon, znajduje się w strefie klimatu kontynentalnego z łagodnym ciepłym latem i równomiernie rozłożonymi opadami rocznymi (Dfb w klasyfikacji klimatów Köppena).

## Demografia
W 2010 r. osiedle zamieszkiwało 961 osób.